# Almstedt
Almstedt er en by i det centrale Tyskland med godt 1.000 indbyggere (2012), beliggende under Landkreis Hildesheim i den sydlige del af delstaten Niedersachsen. Den er en del af amtet (Samtgemeinde) Sibbesse.

## Geografi
Almstedt er beliggende syd for Hildesheim ved sydenden af Hildesheimer Wald mellem naturparkerne Weserbergland mod vest og Harzen mod sydøst. Almstedt gennemløbes af floden Alme, der er en biflod til Riehe.

### Inddeling
Almstedt var tidligere også en kommune, men pr. 1. november 2016 ophørte denne. Almstedt har en nabolandsby, Segeste, og begge landsbyer har seværdige kirker og velbevarede bindingsværkshuse. Kirken i Segeste er fra 1770.
- Protestantisk kirke i Almstedt
- Protestantisk kirke i Almstedt
- Udsigt over Segeste
- Protestantisk kirke i Segeste
- Protestantisk kirke i Segeste